# Broad Peak (pel·lícula)
Broad Peak és una pel·lícula d'aventures polonesa del 2022 dirigida per Leszek Dawid. La pel·lícula se centra en Maciej Berbeka, un alpinista polonès, i els seus intents de completar la primera ascensió hivernal del Broad Peak, un vuit mil al Karakoram. Es va estrenar a Netflix el 14 de setembre de 2022, amb subtítols en català.

## Repartiment
- Ireneusz Czop com a Maciej Berbeka
- Maja Ostaszewska com a Ewa Dyakowska-Berbeka
- Tomasz Sapryk com a Andrzej Zawada
- Łukasz Simlat com a Krzysztof Wielicki
- Piotr Głowacki com Aleksander Lwow
- Dawid Ogrodnik com Adam Bielecki
- Maciej Raniszewski com a Tomasz Kowalski
- Maciej Kulig com a pl (Artur Małek)

## Producció
El rodatge va començar el 2018 i va tenir lloc al Karakoram del Pakistan i als Alps italians. Al Pakistan, es van necessitar 250 xerpes per transportar tres tones i mitja d'equip de filmació. Després, l'equip format per 21 persones va caminar durant sis dies a les muntanyes per arribar al camp base per al rodatge.